# Équipe d'Éthiopie féminine de football
Cet article traite de l'équipe féminine. Pour l'équipe masculine, voir Équipe d'Éthiopie de football.
Maillots
L'équipe d'Éthiopie féminine de football est l'équipe nationale qui représente l'Éthiopie dans les compétitions internationales de football féminin. Elle est gérée par la Fédération d'Éthiopie de football.
L'Éthiopie joue son premier match officiel le 22 septembre 2002 à Addis-Abeba contre l'Ouganda (victoire 2-0) dans le cadre des qualifications pour le Championnat d'Afrique de football féminin 2002. Les Éthiopiennes se qualifient pour la phase finale mais sont éliminées au premier tour. Elles participent aussi au Championnat d'Afrique de football féminin 2006, où elles produisent leur meilleure performance avec une quatrième place. La sélection n'a jamais participé à une phase finale de Coupe du monde ou des Jeux olympiques.
L'équipe termine troisième du Championnat féminin du CECAFA en 2016, en 2018 et en 2022.

## Classement FIFA
| Année              | 2003 | 2004 | 2005 | 2006 | 2007 | 2008 | 2009 | 2010 | 2011 | 2012 | 2013 | 2014 | 2015 | 2016 | 2017 | 2018 |
| ------------------ | ---- | ---- | ---- | ---- | ---- | ---- | ---- | ---- | ---- | ---- | ---- | ---- | ---- | ---- | ---- | ---- |
| Classement mondial | 112  | 107  | 106  | 115  | 106  | 100  | 92   | 115  | 108  | 100  | 88   | 102  | 109  | 102  | 90   | 116  |
| Classement CAF     | 17   | 13   | 13   | 17   | 15   | 16   |      | 17   | 12   | 14   | 10   | 13   | 14   | 15   | 9    |      |